# Charenton-Écoles
Charenton-Écoles è una stazione della metropolitana di Parigi sulla linea 8, sita nel comune di Charenton-le-Pont.

## Descrizione
Charenton — Écoles, sottotitolata «Place Aristide Briand», è una delle due stazioni ubicate sul territorio del comune di Charenton-le-Pont, l'altra è Liberté.
Essa venne aperta nel 1942, in occasione del prolungamento della linea 8 da Porte de Charenton ed è stata il capolinea fino al 19 settembre 1970 quando esso venne spostato a Maisons-Alfort - Stade.
La stazione è ubicata al disotto della rue de Paris e la place Aristide Briand, a est del comune. La scuola di cui al sottotitolo è la scuola elementare Aristide Briand, situata sulla piazza omonima e la più antica scuola del comune.

## Accessi
- place de l'église Saint-Pierre
- incrocio fra la rue de Paris e la rue Victor Hugo
- incrocio fra la rue de la Marsillaise e la rue Gustave Flaubert
- incrocio fra la rue de Paris e la rue Gabrielle
- incrocio fra la rue de Paris e la rue Anatole France
- al 91, rue de Paris

Esiste anche una scala mobile di uscita al 79, rue de Paris.

## Interconnessioni
- Bus RATP - 24: fermata Charenton - Écoles
- Bus RATP - 111: fermata Charenton - Écoles (terminal la sera e la domenica) e rue Gabrielle (nella direzione Gare de Champigny|Champigny Saint-Maur RER)
- Bus RATP - 180: terminal Charenton - Écoles
- Bus RATP - 325: fermata Charenton - Écoles, solo nella direzione Bibliothèque François Mitterrand

## Nei pressi
- Bois de Vincennes